# Castillo de Villapadierna
El castillo de Villapadierna es una fortaleza bajomedieval situada en la localidad española de Villapadierna, en la provincia de León, a las afueras del pueblo y muy cerca de la iglesia principal de San Cornelio y San Cipriano (16 de septiembre).

## Historia
El castillo data de mediados del siglo XV, al menos de después de 1431, cuando el almirante Fadrique Enríquez recibió la villa por donación de Juan II de Castilla. Construido por aquel, tiempo después pasó a la casa de Alba y consta que en el siglo XVIII era propiedad de la marquesa de Villafranca. Esta autorizó en 1797 que el vecindario instalase en su torre las campanas de la parroquia.

## Descripción

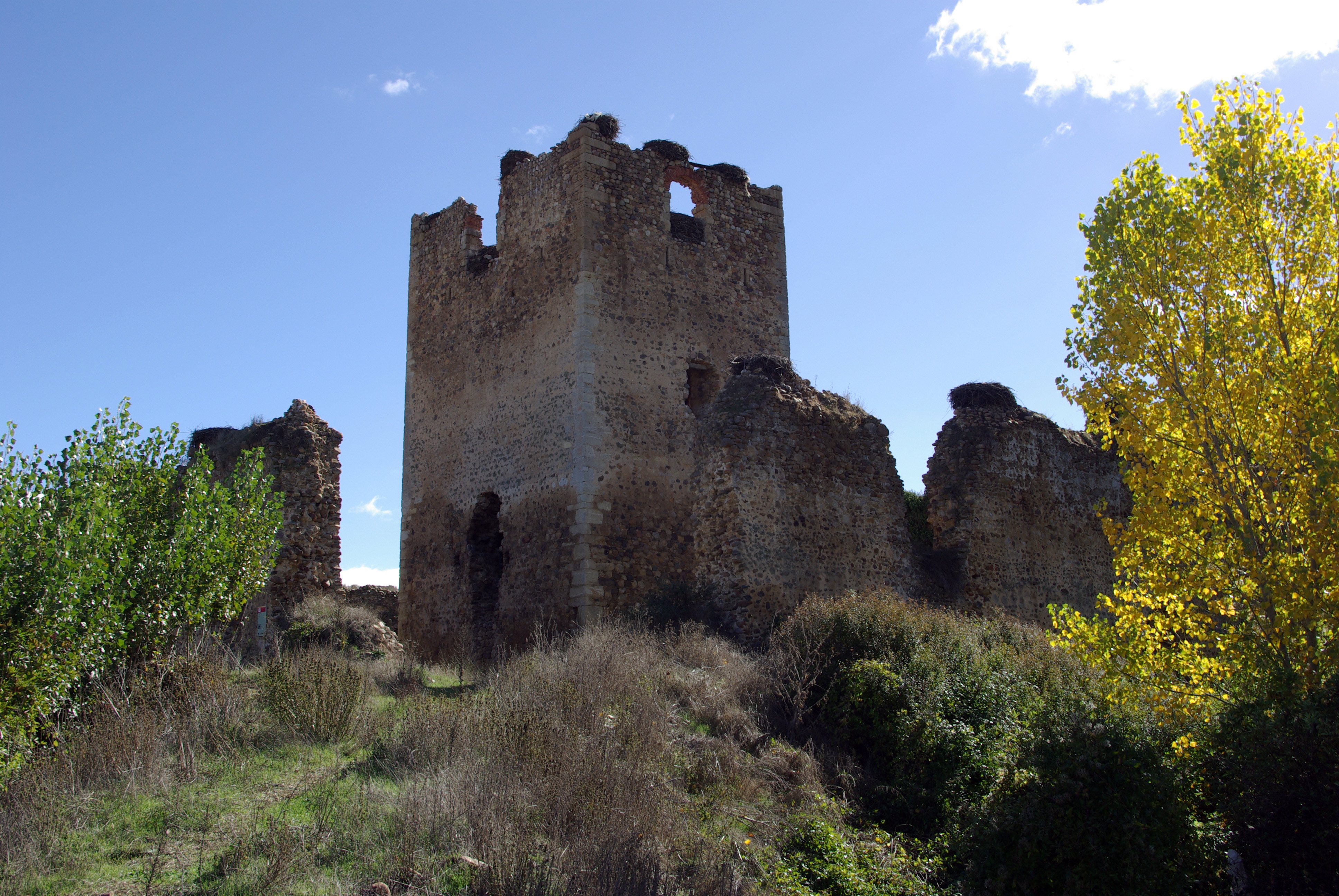

Es de dimensiones pequeñas, estilo gótico, y conformado por una torre de planta cuadrada y rodeada por un doble recinto. Se conserva poco de la barrera exterior, semiderruida y cuyos tramos conservados se hallan muy desgastados. 
Sí se mantiene en pie la torre central con ventanas de amplia flecha en su parte superior. La muralla y los muros interiores fueron construidos con cal y canto, mientras que las jambas de las aspilleras, troneras, portón y poternas con sillares de granito tallado de buena factura.
El castillo estaba almenado en todo su contorno y rodeado por un foso de agua. Y como se deduce del apartado anterior, la torre sufrió en el siglo XVIII cambios que la convirtieron en un campanio parroquial.

## Protección y conservación
Se encuentra en la Lista Roja de Patrimonio en Peligro desde el 16 de diciembre de 2007, bajo la protección de la Declaración genérica del Decreto de 22 de abril de 1949, y la Ley 16/1985 sobre el Patrimonio Histórico Español. En 2003 vecinos del pueblo, acompañados de la asociación Promonumenta y la asociación cultural deportiva «Castillo de Villapadierna», limpiaron la vegetación que invadía el castillo.